# Национальный корпус (партия)
«Национальный корпус» (укр. Національний корпус; с 2015 по 2016 год — «Патриот Украины», укр. Патріот України) — украинская политическая партия националистического толка, созданная 14 октября 2016 года на базе общественной организации «Гражданский корпус „Азов“».

## История

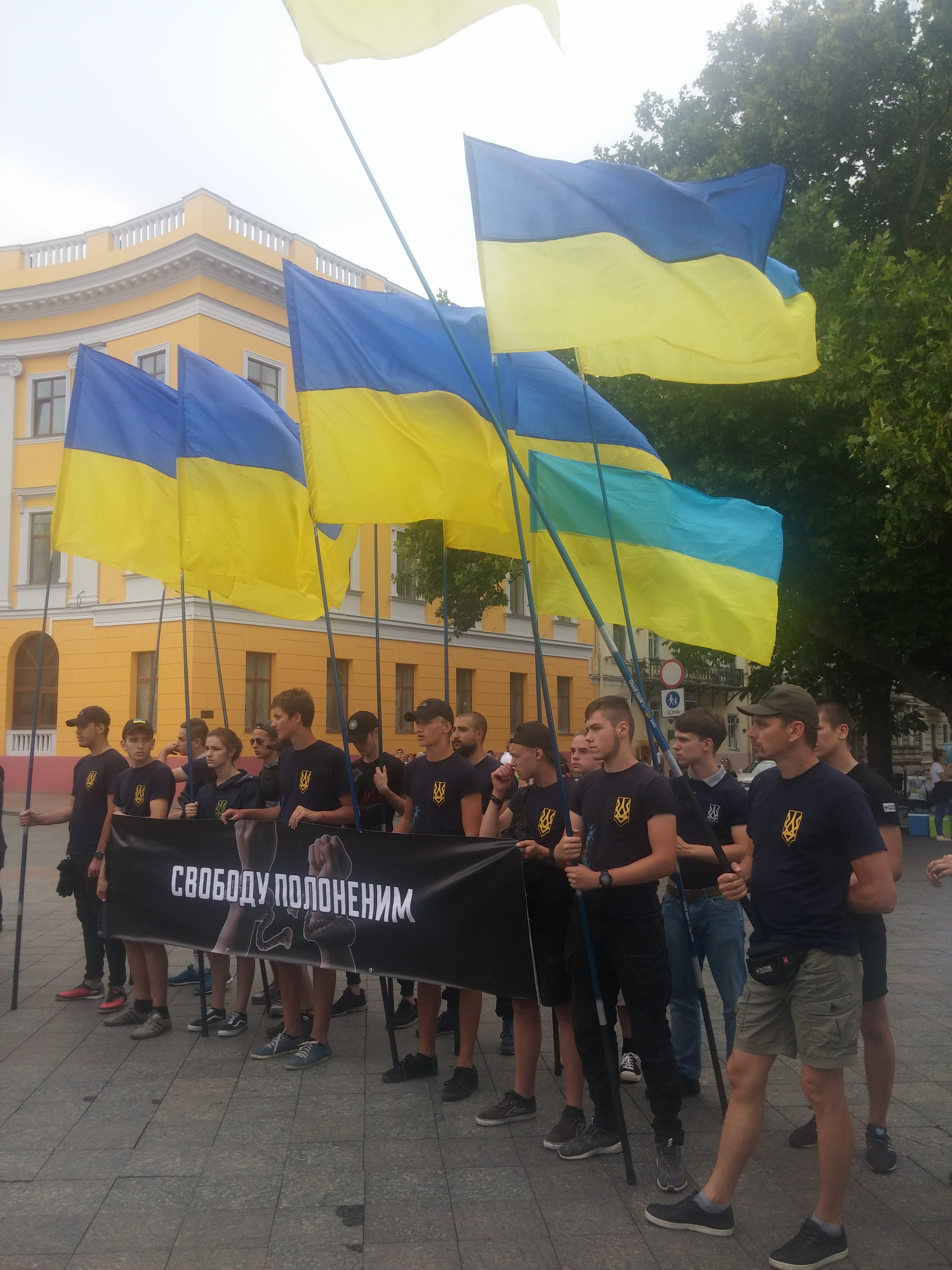
Национальный корпус в Одессе, июль 2018 г.

14 октября 2016 года состоялся учредительный съезд политической партии, созданной на основе «Азовского движения» (укр. Азовський рух), включающего в себя общественное объединение «Гражданский корпус „Азов“», ветеранов полка «Азов», Национальной гвардии, волонтёров, участников Евромайдана. Руководителем политической партии был избран народный депутат Украины Андрей Билецкий, бывший командир полка Национальной гвардии «Азов».
22 февраля 2017 года партия совместно с Всеукраинским объединением «Свобода», организацией «С14», «Восточным корпусом» и «Правым сектором» провела в Киеве «Марш национального достоинства», по итогам которого был принят ультиматум власти, в котором, в частности, радикальные националисты заявили об объединении усилий с целью «противостоять сдаче страны вооружённым оккупантам с Востока и финансовым вымогателям с Запада». 16 марта эти организации, а также Конгресс украинских националистов и Организация украинских националистов подписали соответствующий «Национальный манифест».

## Политсовет
Высший совет партии (укр. Вища рада) «Национальный Корпус» избранный на I съезде партии 14 октября 2016 г.
- Андрей Билецкий — Лидер партии;
- Максим Жорин — начальник центрального штаба партии[10];
- Николай Кравченко — заместитель главы партии по вопросам идеологии;
- Александр Алфёров — пресс-атташе;
- Родион Кудряшов;
- Сергей Коротких;
- Степан Головко;
- Виктор Чесак;
- Максим Зайченко — глава Запорожского отделения партии;
- Дмитрий Кухарчук — глава Черкасского отделения партии;
- Александр Дроздов — глава Одесского отделения партии;
- Степан Виняр — глава Львовского отделения партии;
- Сергей Сивачук — глава Ивано-Франковского отделения партии;
- Дмитрий Дорошенко.

## Идеология
Среди концепций развития приоритетными были заявлены социальная справедливость, ориентация на сотрудничество со странами Балто-Черноморской оси, восстановление ядерного потенциала, национализация стратегических для страны предприятий, легализация огнестрельного оружия и т. д. Партия также выступает против вступления Украины в Европейский Союз и заявляет, что вступление Украины в НАТО не является приоритетной целью.

## Критика
Ряд экспертов и журналистов связывает создание партии с политической деятельностью министра внутренних дел Арсена Авакова, а именно с поддержкой его партии «Народный фронт».
Лидер партии Андрей Билецкий отрицает любые связи с Аваковым, называя это конспирологической версией.
В Государственном департаменте США назвали организацию «Национальный корпус» группой ненависти.